# Wiry-au-Mont
Pour les articles homonymes, voir Wiry.
Wiry-au-Mont est une commune française située dans le département de la Somme, en région Hauts-de-France.

## Géographie

### Localisation
Wiry-au-Mont est un village picard du Vimeu.
À vol d'oiseau, la localité est située à 5 km à l'est de Oisemont, 7 km à l'ouest d'Airaines, 16 km au sud d'Abbeville et à 34 km au nord-ouest d'Amiens.
Le territoire de la commune est limitrophe de ceux de six communes.
Les communes limitrophes sont Mérélessart, Allery, Citerne, Fontaine-le-Sec, Vergies et Woirel.

### Hydrographie

#### Réseau hydrographique
La commune est située dans le bassin Artois-Picardie. Elle est drainée par la rivière de Dreuil.

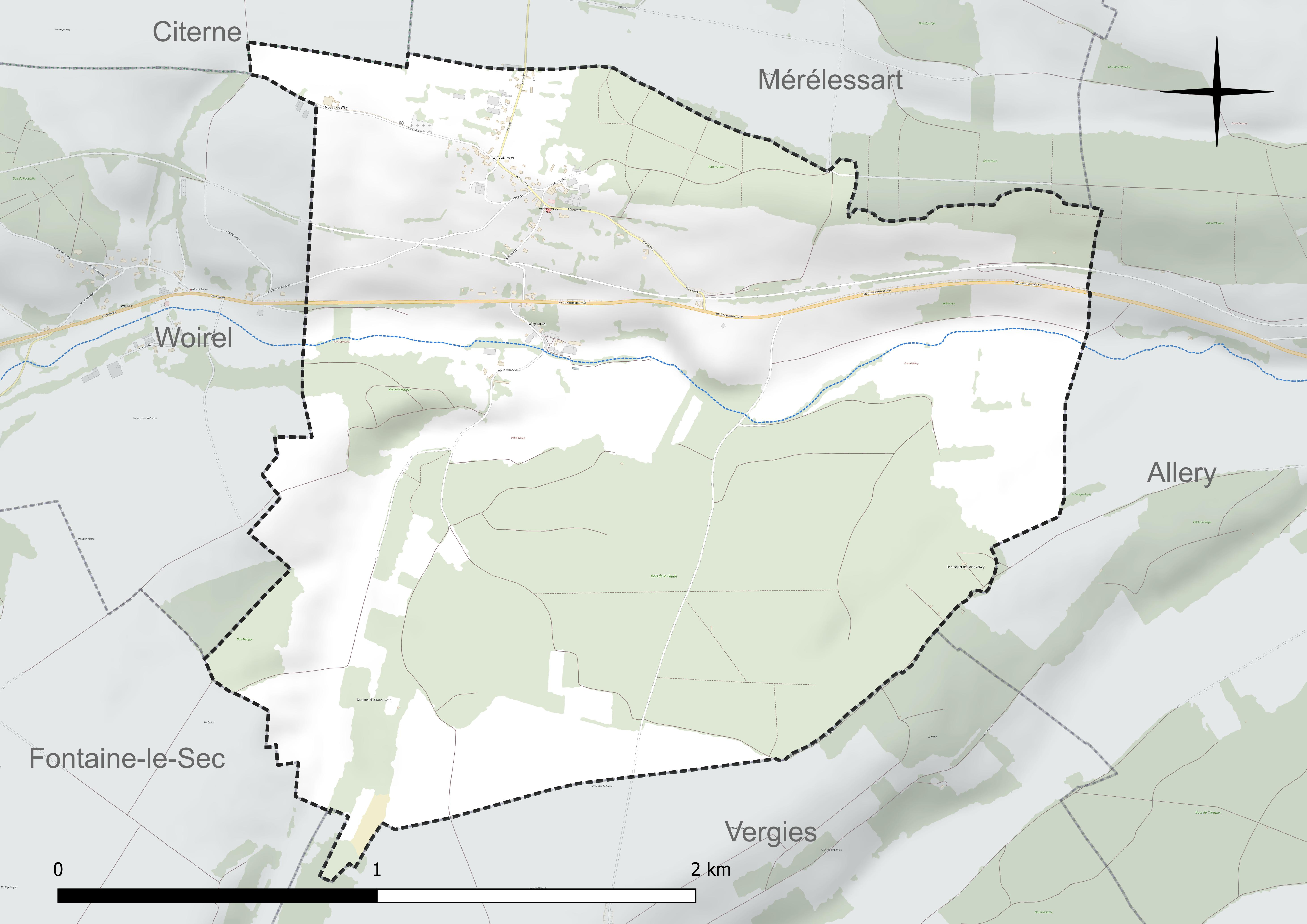
Réseau hydrographique de Wiry-au-Mont.

#### Gestion et qualité des eaux
Le territoire communal est couvert par le schéma d'aménagement et de gestion des eaux (SAGE) « Somme aval et Cours d'eau côtiers ». Ce document de planification concerne un territoire de 1 835 km2 de superficie, délimité par le bassin versant de la Somme canalisée. Le périmètre a été arrêté le 29 avril 2010 et le SAGE proprement dit a été approuvé le 6 août 2019. La structure porteuse de l'élaboration et de la mise en œuvre est le syndicat mixte d'aménagement hydraulique du bassin versant de la Somme (AMEVA).
La qualité des cours d'eau peut être consultée sur un site dédié géré par les agences de l'eau et l'Agence française pour la biodiversité.

### Climat
Pour des articles plus généraux, voir Climat des Hauts-de-France et Climat de la Somme.
En 2010, le climat de la commune est de type climat océanique dégradé des plaines du Centre et du Nord, selon une étude du CNRS s'appuyant sur une série de données couvrant la période 1971-2000. En 2020, Météo-France publie une typologie des climats de la France métropolitaine dans laquelle la commune est exposée à un climat océanique et est dans la région climatique Côtes de la Manche orientale, caractérisée par un faible ensoleillement (1 550 h/an) ; forte humidité de l'air (plus de 20 h/jour avec humidité relative > 80 % en hiver), vents forts fréquents.
Pour la période 1971-2000, la température annuelle moyenne est de 10,1 °C, avec une amplitude thermique annuelle de 13,5 °C. Le cumul annuel moyen de précipitations est de 805 mm, avec 12,2 jours de précipitations en janvier et 8,9 jours en juillet. Pour la période 1991-2020, la température moyenne annuelle observée sur la station météorologique la plus proche, située sur la commune d'Oisemont à 5 km à vol d'oiseau, est de 11,1 °C et le cumul annuel moyen de précipitations est de 801,4 mm,. Pour l'avenir, les paramètres climatiques de la commune estimés pour 2050 selon différents scénarios d'émission de gaz à effet de serre sont consultables sur un site dédié publié par Météo-France en novembre 2022.
| Mois                                  | jan.             | fév.            | mars          | avril         | mai             | juin           | jui.          | août           | sep.          | oct.            | nov.            | déc.             | année      |
| ------------------------------------- | ---------------- | --------------- | ------------- | ------------- | --------------- | -------------- | ------------- | -------------- | ------------- | --------------- | --------------- | ---------------- | ---------- |
| Température minimale moyenne (°C)     | 1,9              | 1,9             | 3,7           | 5,2           | 8,3             | 11,3           | 13,4          | 13,5           | 11            | 8,4             | 5,1             | 2,6              | 7,2        |
| Température moyenne (°C)              | 4,4              | 4,8             | 7,4           | 10            | 13,2            | 16,1           | 18,3          | 18,4           | 15,5          | 12              | 7,8             | 5                | 11,1       |
| Température maximale moyenne (°C)     | 6,9              | 7,7             | 11,2          | 14,8          | 18              | 21             | 23,2          | 23,3           | 20,1          | 15,5            | 10,5            | 7,3              | 15         |
| Record de froid (°C) date du record   | −12,7 01.01.1997 | −13 07.02.1991  | −8,8 04.03.05 | −4 08.04.03   | −0,9 05.05.1996 | 2,2 02.06.1991 | 6 07.07.1996  | 5,9 25.08.1993 | 2,6 30.09.18  | −4,9 29.10.1997 | −8,4 30.11.1989 | −13,2 29.12.1996 | −13,2 1996 |
| Record de chaleur (°C) date du record | 15,6 01.01.22    | 18,7 15.02.1998 | 24,8 31.03.21 | 27,6 19.04.18 | 31,7 27.05.05   | 36,4 18.06.22  | 41,4 25.07.19 | 38 10.08.03    | 34,2 10.09.23 | 29,1 01.10.11   | 20,9 07.11.15   | 16,1 31.12.22    | 41,4 2019  |
| Précipitations (mm)                   | 67,8             | 59,4            | 58,2          | 49,3          | 63,4            | 57,5           | 60            | 72             | 63,6          | 72,7            | 80,9            | 96,6             | 801,4      |

## Urbanisme

### Typologie
Au 1er janvier 2024, Wiry-au-Mont est catégorisée commune rurale à habitat dispersé, selon la nouvelle grille communale de densité à sept niveaux définie par l'Insee en 2022.
Elle est située hors unité urbaine et hors attraction des villes,.

### Occupation des sols

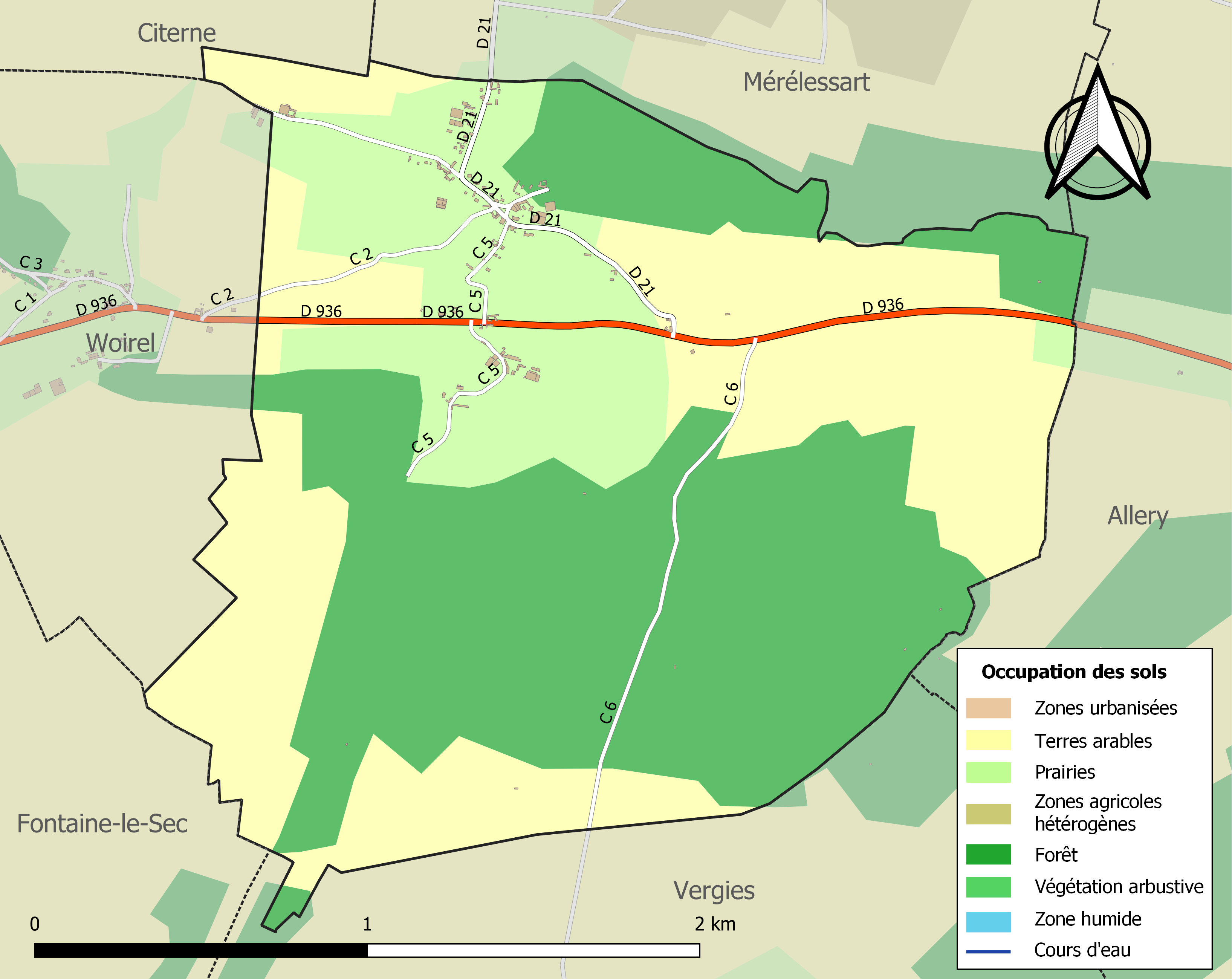
Carte des infrastructures et de l'occupation des sols de la commune en 2018 (CLC).

L'occupation des sols de la commune, telle qu'elle ressort de la base de données européenne d'occupation biophysique des sols Corine Land Cover (CLC), est marquée par l'importance des territoires agricoles (54,6 % en 2018), une proportion identique à celle de 1990 (54,6 %). La répartition détaillée en 2018 est la suivante : 
forêts (45,4 %), terres arables (35,6 %), prairies (19 %). L'évolution de l'occupation des sols de la commune et de ses infrastructures peut être observée sur les différentes représentations cartographiques du territoire : la carte de Cassini (XVIIIe siècle), la carte d'état-major (1820-1866) et les cartes ou photos aériennes de l'IGN pour la période actuelle (1950 à aujourd'hui).

### Habitat et logement
En 2020, le nombre total de logements dans la commune était de 55, alors qu'il était de 57 en 2015 et de 54 en 2010.
Parmi ces logements, 89,1 % étaient des résidences principales, 5,5 % des résidences secondaires et 5,5 % des logements vacants. Ces logements étaient pour 96,4 % d'entre eux des maisons individuelles et pour 0 % des appartements.
Le tableau ci-dessous présente la typologie des logements à Wiry-au-Mont en 2020 en comparaison avec celle de la Somme et de la France entière. Une caractéristique marquante du parc de logements est ainsi une proportion de résidences secondaires et logements occasionnels (5,5 %) inférieure à celle du département (8,4 %) et  à celle de la France entière (9,7 %). Concernant le statut d'occupation de ces logements, 75,5 % des habitants de la commune sont propriétaires de leur logement (76,6 % en 2015), contre 60 % pour la Somme et 57,5 pour la France entière.
| Typologie                                               | Wiry-au-Mont | Somme | France entière |
| ------------------------------------------------------- | ------------ | ----- | -------------- |
| Résidences principales (en %)                           | 89,1         | 83,2  | 82,1           |
| Résidences secondaires et logements occasionnels (en %) | 5,5          | 8,4   | 9,7            |
| Logements vacants (en %)                                | 5,5          | 8,4   | 8,2            |

## Toponymie
Le nom de la localité est attesté sous les formes Vidriaco (751) ; Vairi (1205) ; Vuiri (1284) ; Wairy (1301) ; Viri (1336) ; Wiry-au-Mont (1507) ; Wyry (1522) ; Wiry (1557) ; Vuiry (1690) ; Ury (1710) ; Wiri Haut (1733) ; Meriaumont (1763) ; Wuiry ; Wiry-Aumont (1836) ; Wiry-en-Vimeu (17..).

## Histoire

### Époque contemporaine
Dans la nuit du 17 au 18 juin 1944, lors des combats de la Libération de la Francen vers trois heures du matin, des bombardements anglo-américains tuent quatre enfants du village et détruisent le chœur de l'église.

## Politique et administration

### Rattachements administratifs et électoraux
Rattachements administratifs
La commune se trouve dans l'arrondissement d'Abbeville du département de la Somme.
Elle faisait faisait partie depuis 1801 du canton d'Hallencourt. Dans le cadre du redécoupage cantonal de 2014 en France, cette circonscription administrative territoriale a disparu, et le canton n'est plus qu'une circonscription électorale.
Rattachements électoraux
Pour les élections départementales, la commune fait partie depuis 2014 du canton de Gamaches.
Pour l'élection des députés, elle fait partie de la troisième circonscription de la Somme.

### Intercommunalité
Wiry-au-Mont était membre de la petite communauté de communes de la Région d'Hallencourt, un établissement public de coopération intercommunale (EPCI) à fiscalité propre.
Dans le cadre des dispositions de la loi portant nouvelle organisation territoriale de la République du 7 août 2015, qui prévoit que les établissements publics de coopération intercommunale (EPCI) à fiscalité propre doivent avoir un minimum de 15 000 habitants, celle-ci a du fusionner avec ses voisines pour former, le 1er janvier 2017, la communauté d'agglomération de la Baie de Somme dont Wiry-au-Mont fait désormais partie.

### Liste des maires
| Période                                  | Période                       | Identité        | Étiquette | Qualité |
| ---------------------------------------- | ----------------------------- | --------------- | --------- | ------- |
| Les données manquantes sont à compléter. |                               |                 |           |         |
|                                          |                               |                 |           |         |
| 1938                                     | 1944                          | M. Palette      |           |         |
|                                          |                               |                 |           |         |
| vers 1962                                | 1983                          | Émile Vaquez    |           |         |
| 1983                                     | 2001                          | Pierre Devérité |           |         |
| mars 2001                                | juillet 2020                  | Marcel Régnier, |           | Maçon   |
| juillet 2020                             | En cours (au 17 juillet 2020) | Odile Duval     |           |         |

## Équipements et services publics

### Enseignement
Le village n'a plus d'école.
En matière d'enseignement primaire, les enfants du village relèvent de l'école publique d'Oisemont, au sein d'un regroupement pédagogique concentré. La compétence scolaire appartient à la communauté de communes.

## Population et société

### Démographie
L'évolution du nombre d'habitants est connue à travers les recensements de la population effectués dans la commune depuis 1793. Pour les communes de moins de 10 000 habitants, une enquête de recensement portant sur toute la population est réalisée tous les cinq ans, les populations de référence des années intermédiaires étant quant à elles estimées par interpolation ou extrapolation. Pour la commune, le premier recensement exhaustif entrant dans le cadre du nouveau dispositif a été réalisé en 2005.

En 2022, la commune comptait 105 habitants, en évolution de −13,22 % par rapport à 2016 (Somme : −1,26 %, France hors Mayotte : +2,11 %).
| 1793 | 1800 | 1806 | 1821 | 1831 | 1836 | 1841 | 1846 | 1851 |
| ---- | ---- | ---- | ---- | ---- | ---- | ---- | ---- | ---- |
| 320  | 315  | 327  | 320  | 405  | 413  | 379  | 369  | 375  |

| 1856 | 1861 | 1866 | 1872 | 1876 | 1881 | 1886 | 1891 | 1896 |
| ---- | ---- | ---- | ---- | ---- | ---- | ---- | ---- | ---- |
| 388  | 384  | 369  | 332  | 327  | 342  | 330  | 301  | 289  |

| 1901 | 1906 | 1911 | 1921 | 1926 | 1931 | 1936 | 1946 | 1954 |
| ---- | ---- | ---- | ---- | ---- | ---- | ---- | ---- | ---- |
| 304  | 306  | 243  | 218  | 202  | 177  | 151  | 134  | 137  |

| 1962 | 1968 | 1975 | 1982 | 1990 | 1999 | 2005 | 2006 | 2010 |
| ---- | ---- | ---- | ---- | ---- | ---- | ---- | ---- | ---- |
| 116  | 116  | 118  | 111  | 92   | 96   | 113  | 114  | 121  |

| 2015 | 2020 | 2022 | - | - | - | - | - | - |
| ---- | ---- | ---- | - | - | - | - | - | - |
| 122  | 112  | 105  | - | - | - | - | - | - |

## Culture locale et patrimoine

### Lieux et monuments
- Église Notre-Dame-de-l'Assomption qui ressemble aux églises fortifiées de la Thiérache. Après le bombardement de 1944, son chœur a été reconstruit en 1955, tout comme la mairie-école.

- Plaque commémorative, tenant lieu de monument aux morts[Note 4].
- L'ancienne voie de chemin de fer[25] : 
De nos jours, la ligne de chemins de fer n'existe plus. Cette ligne faisait essentiellement du trafic fret en desservant les coopératives mais aussi quelques voyageurs.
L'ancien arrêt se situait au point kilométrique 13,675 depuis la gare de Longpré-les-Corps-Saints, non loin de là en direction d'Oisemont se trouve la plate forme et l'ancienne maison du garde barrière.
La ligne Longpré-les-Corps-Saints / Gamaches, à voie unique, a été ouverte le 9 mai 1872 et déclassée le 10 novembre 1993, elle desservait :
Longpré-les-Corps-Saints / Bettencourt-Rivière / Airaines / Allery / Wiry-au-Mont / Forceville / Oisemont / Cerisy-Buleux / Martainneville-Saint-Maxent / Vismes-au-Val / Maisnières /Gamaches et Longroy - Gamaches.

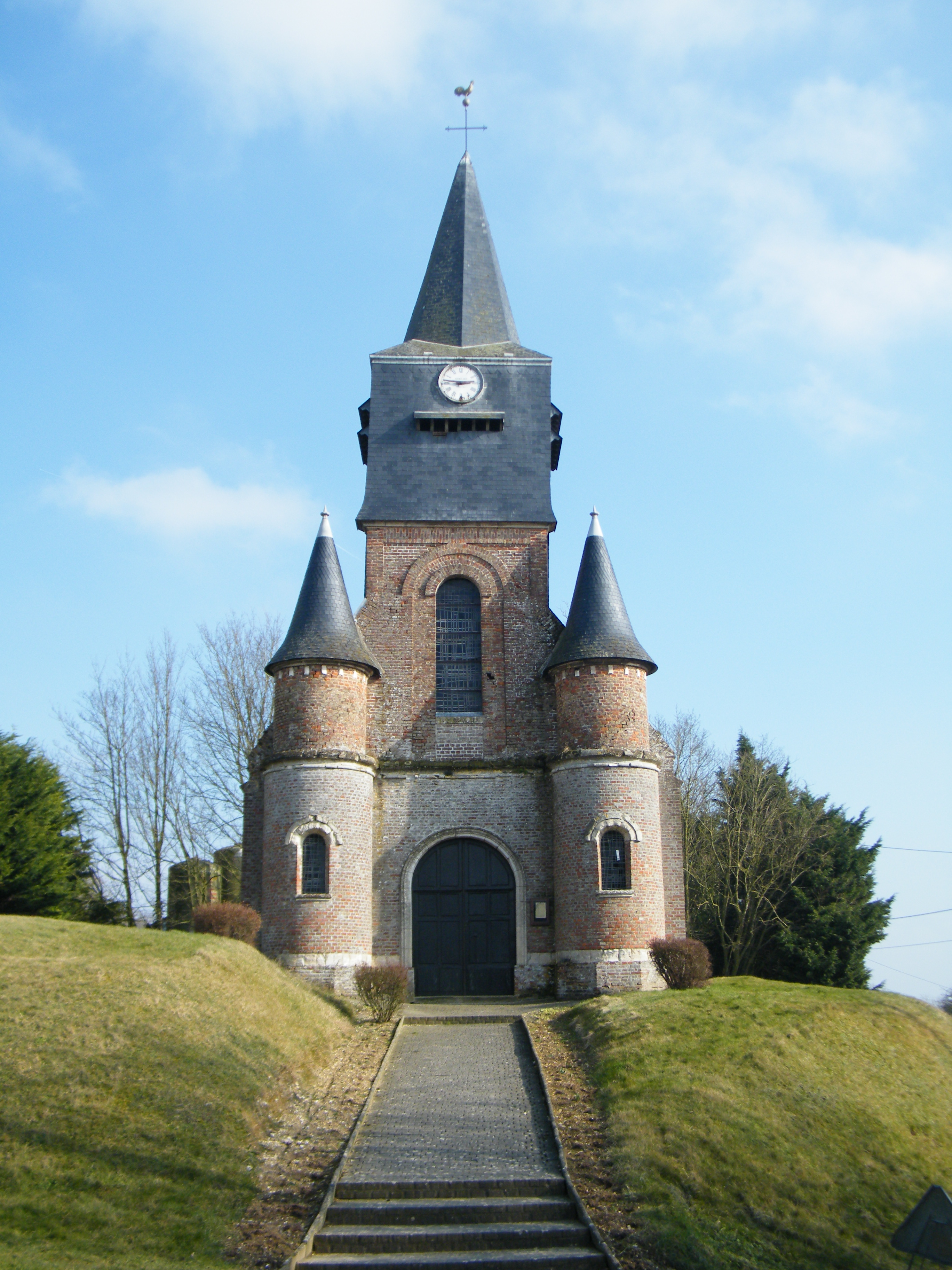
L'église Notre-Dame-de-l'Assomption.
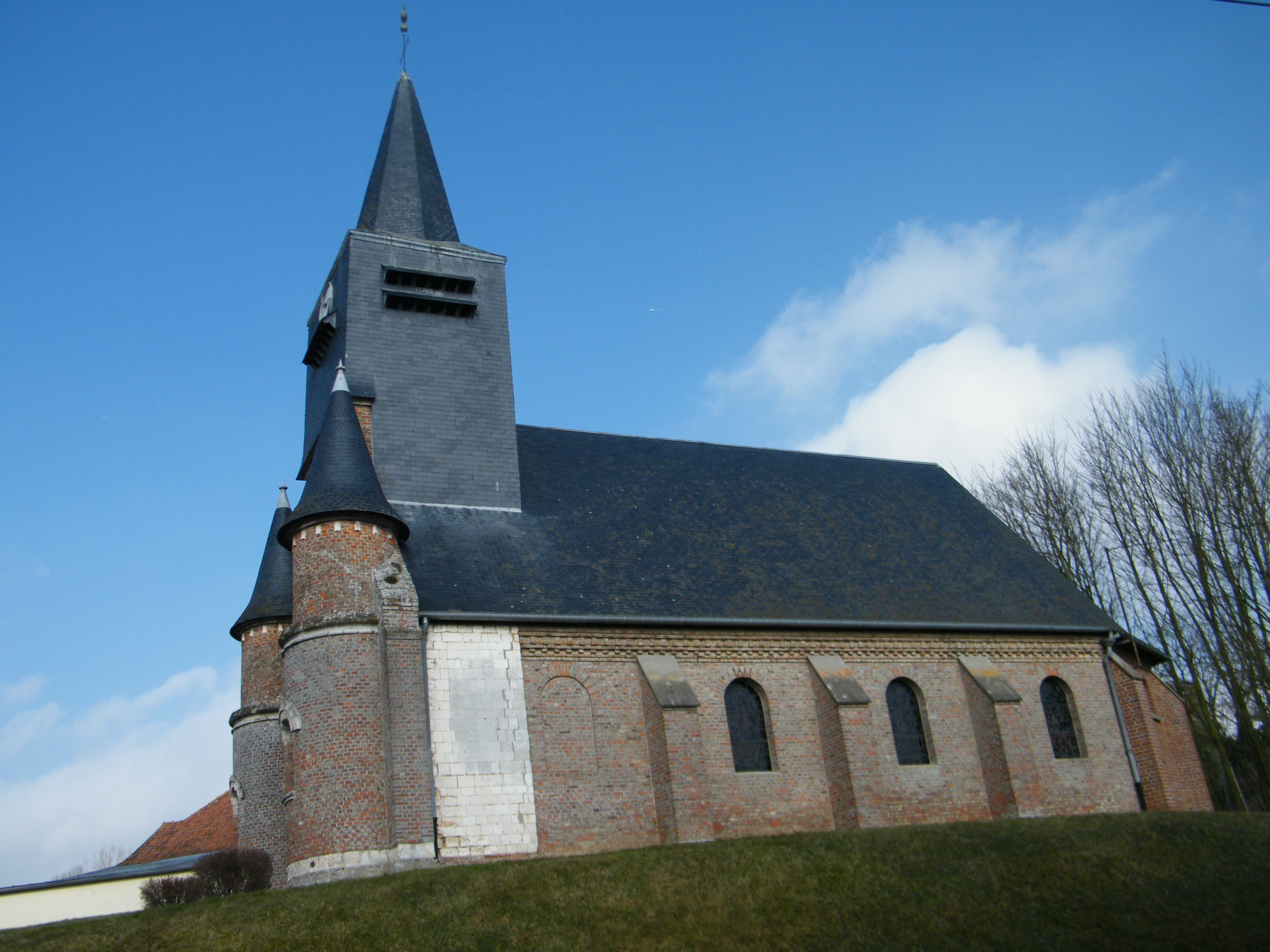
Autre vue de l'église.
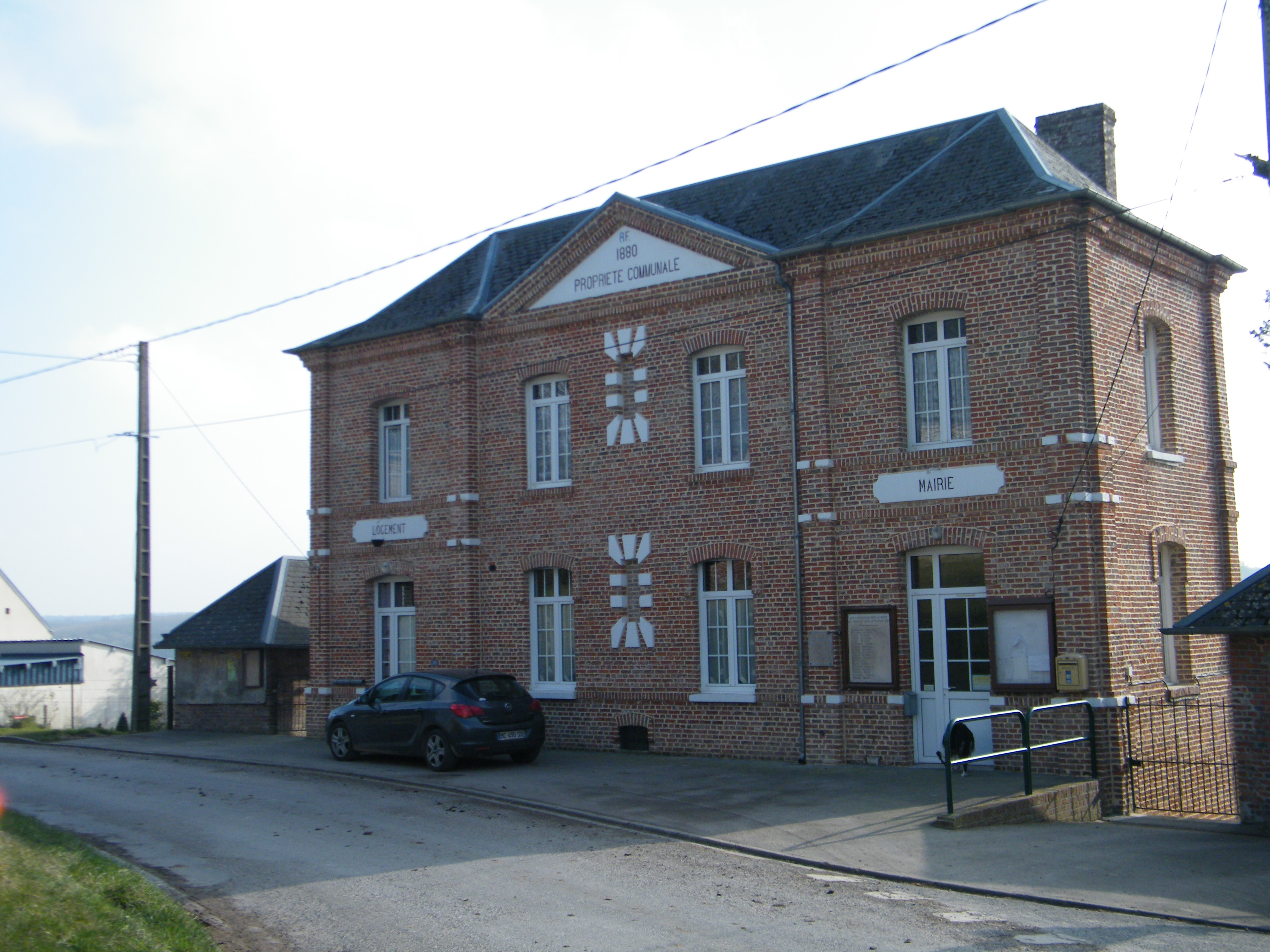
Bâtiment communal de 1880.
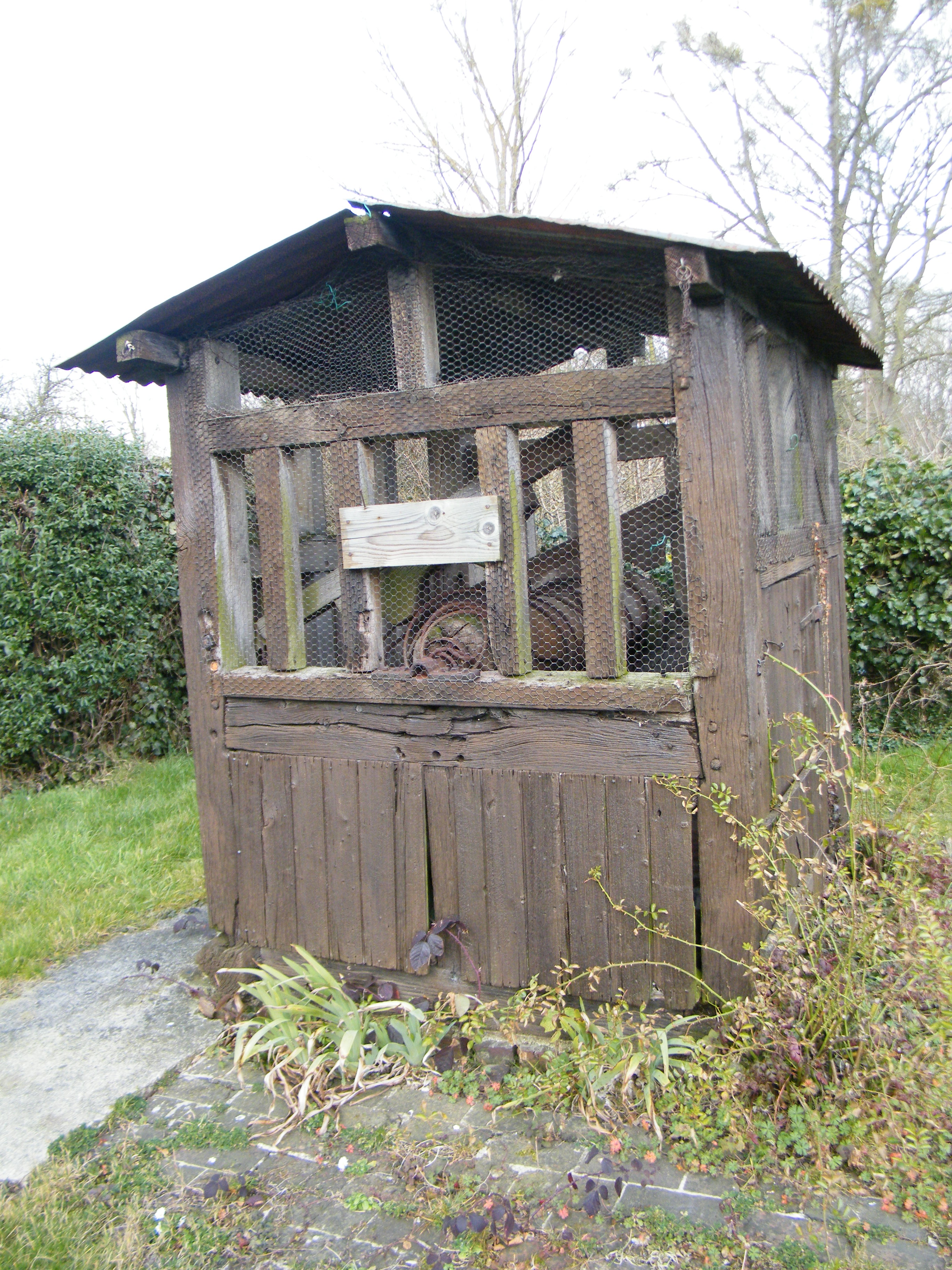
Puits patrimonial.
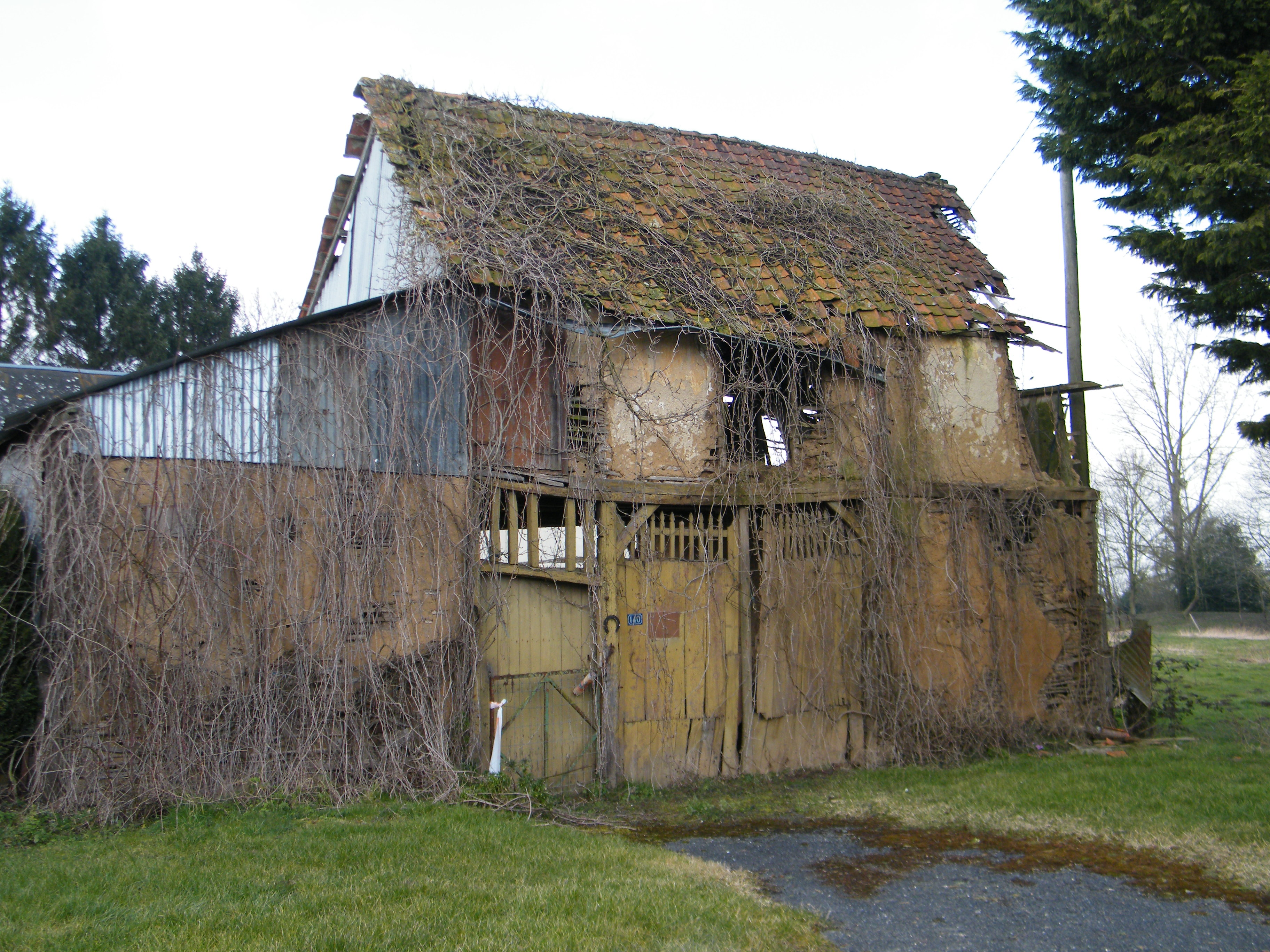
Habitat ancien.
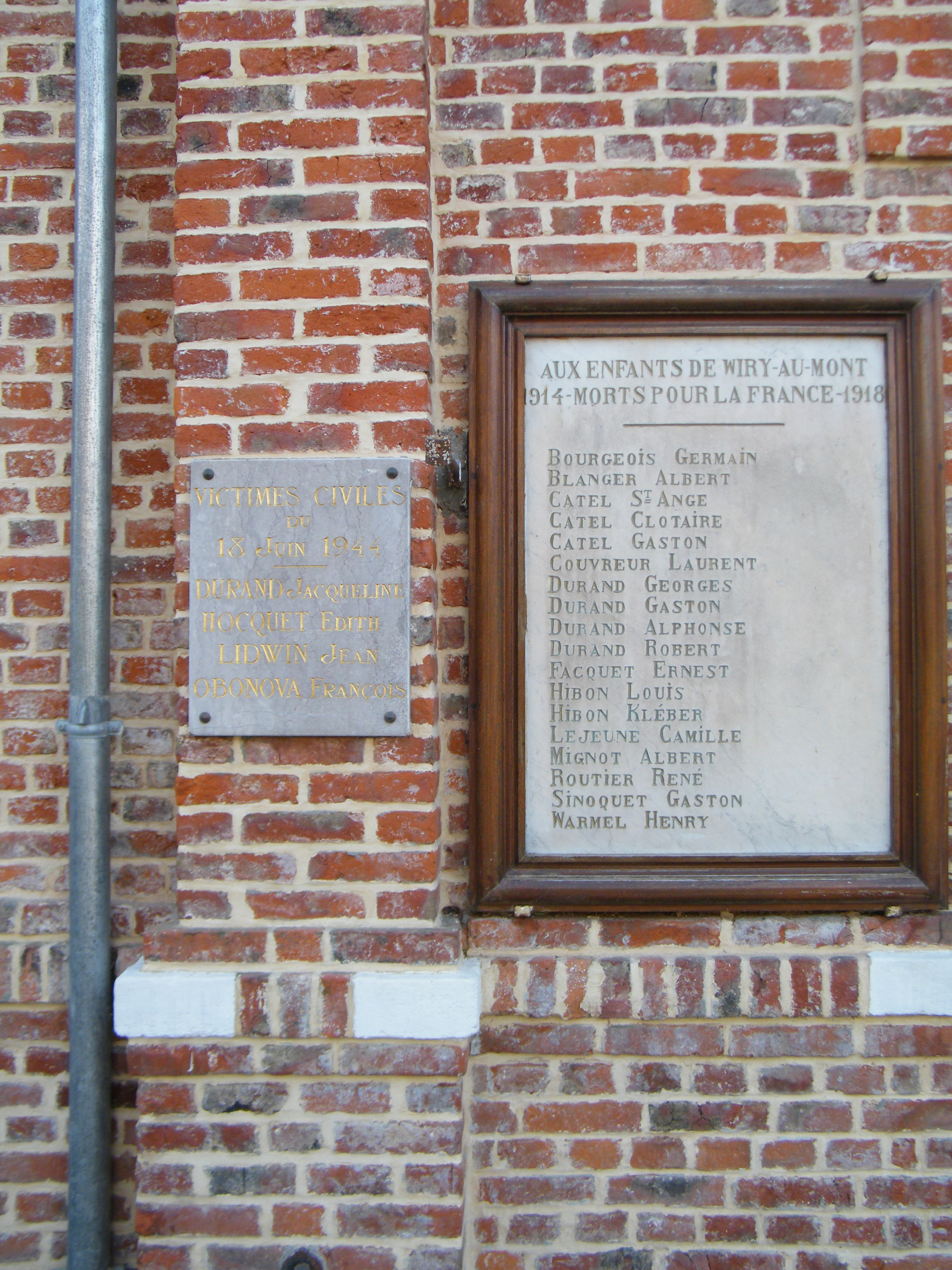
Plaques commémo- ratives.
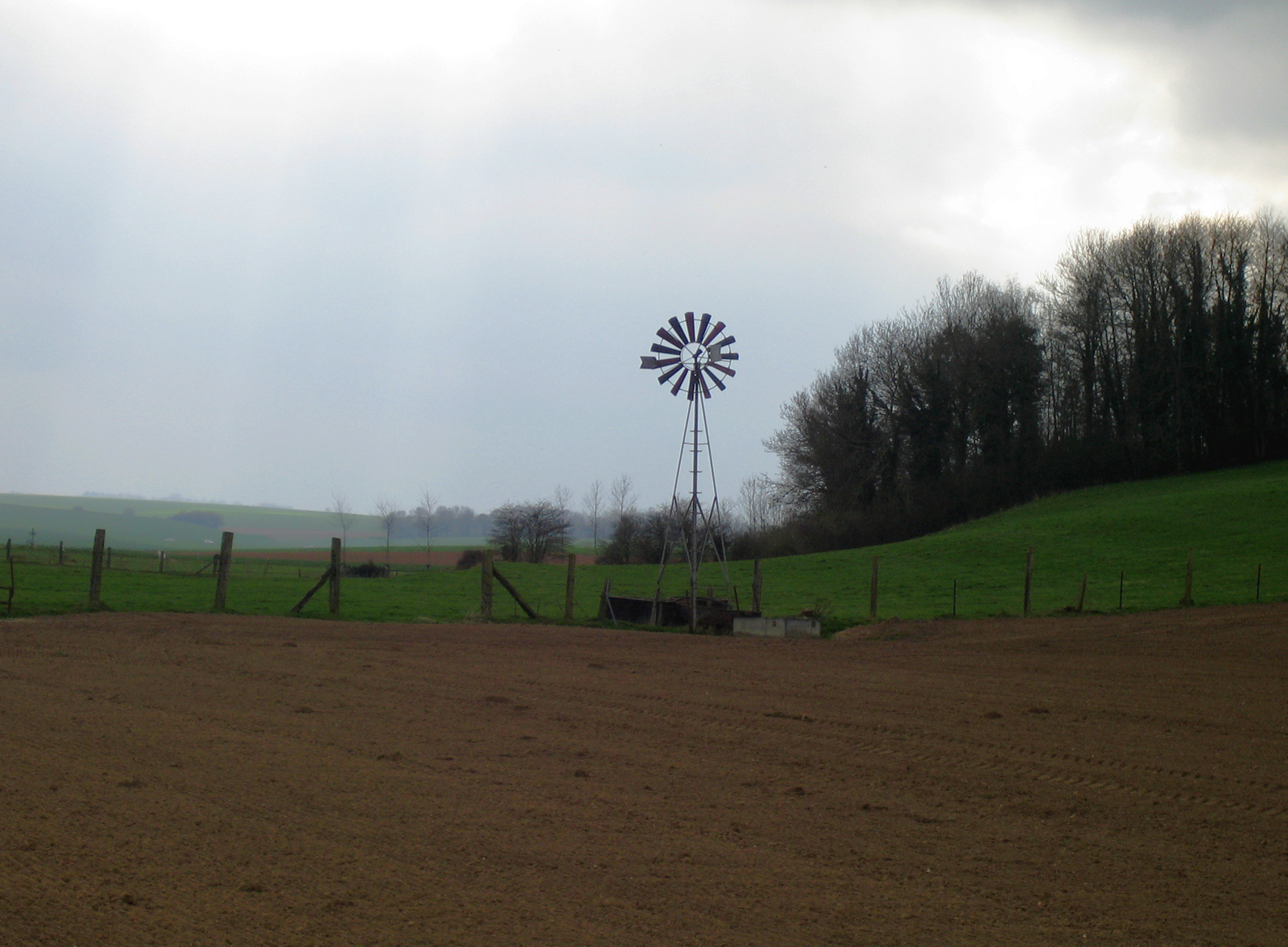
Entre Wiry et Allery : une éolienne.
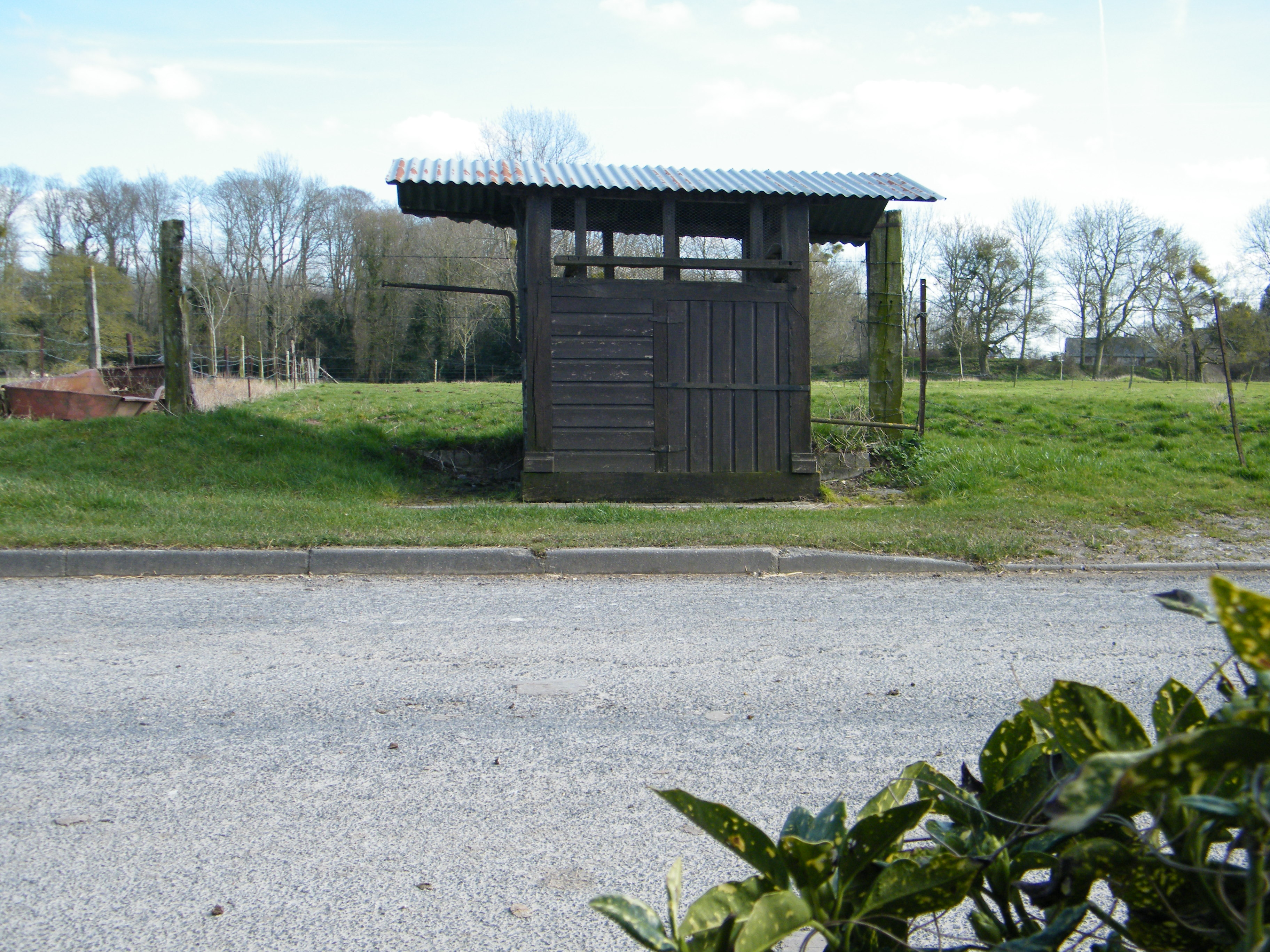
Autre puits.
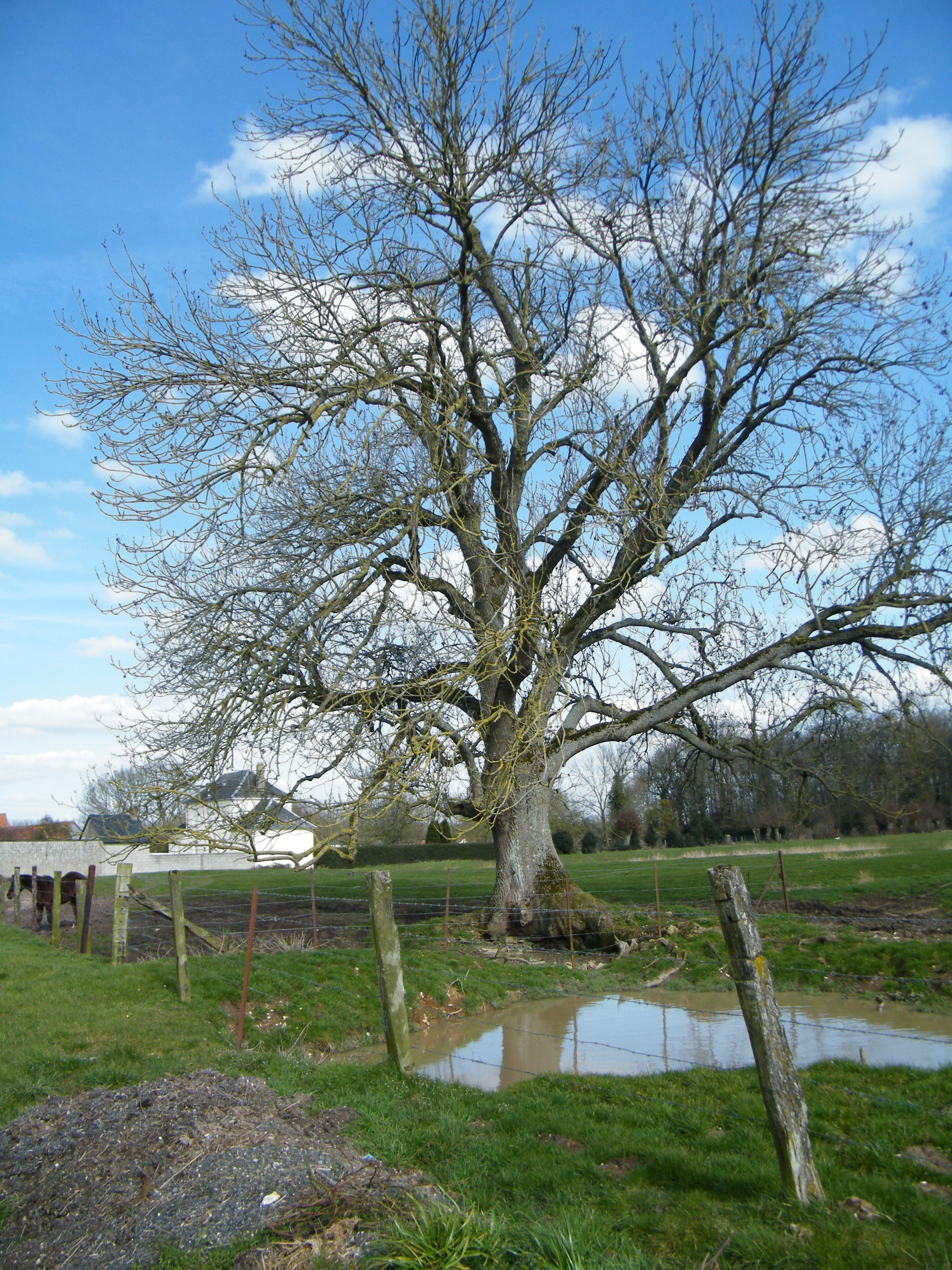
Mare et frêne.

### Personnalités liées à la commune
- Roger Vrigny (1920-1997), écrivain et homme de radio, inhumé à Wiry-au-Mont.

## Héraldique
| Blason de Wiry-au-Mont | Blason  | Parti: au 1er d'or à trois écussons de vair bordés de gueules et au 2e d'argent à l'aigle de sable, becquée et membrée de gueules, au coupeau de sinople mouvant de la pointe et brochant sur la partition. |
| Blason de Wiry-au-Mont | Détails | Adopté le 7 avril 2023. |

## Pour approfondir